# Neville Stuart Pillans
Neville Stuart Pillans est un botaniste sud-africain, né le 2 mai 1884 en Afrique du Sud et mort le 23 mars 1964  au Cap.